# تئاتر استونی
تئاتر استونی (انگلیسی: Estonia Theatre) یک سالن تئاتر در شهر تالین، استونی است.
این تئاتر که در سال ۱۹۱۳ ساخته شده توسط آرماس لیندگرن و ویوی لون معماران فنلاندی طراحی شده است که در زمان افتتاح بزرگترین ساختمان در شهر تالین بوده است، این ساختمان در حمله هوایی شوروی در تاریخ ۹ مارس ۱۹۴۴ به شدت آسیب دید و در سال ۱۹۴۷ دوباره به سبک معماری استالینیستی و معماری کلاسیک ساخته شد.
تئاتر استونی هم‌اکنون دارای دو سالن بزرگ به ظرفیت تقریبی ۷۷۰ و ۸۸۰ نفر می‌باشد و خانه اپرای ملی استونی و ارکستر سمفونی ملی استونی می‌باشد.